# Алгебра Гейтинга
Алгебра Гейтинга (псевдобулева алгебра) — импликативная решётка с наименьшим элементом {\displaystyle 0}.
Наряду с другими подклассами импликативных решёток впервые отмечены Скулемом в 1919 году; широкое применение получили после того, как Гейтинг в 1930 году предложил их как модель интуиционистского исчисления высказываний (так же, как булева алгебра является моделью классического исчисления высказываний). С точки зрения логики высказываний, относительное псевдодополнение {\displaystyle a\rightarrow b} в решётке Гейтинга — слабейшее высказывание, для которого имеет правило вывода modus ponens (то есть {\displaystyle (a\land (a\rightarrow b))\leqslant b}.
Как и во всякой импликативной решётке в алгебре Гейтинга однозначно вводятся наибольший элемент:
{\displaystyle 1:=a\rightarrow a},
и унарная операция абсолютного псевдодополнения:
{\displaystyle \neg a:=a\rightarrow 0}.
Булева алгебра — алгебра Гейтинга, в которой абсолютное псевдодополнение является абсолютным дополнением: {\displaystyle a\lor \neg a=1} (исключённое третье) или, что эквивалентно, {\displaystyle \neg \neg a=a} (двойное отрицание).
Класс алгебр Гейтинга может быть задан как многообразие алгебраических систем типа {\displaystyle \langle L;0,\land ,\lor ,\rightarrow \rangle } (с сигнатурой {\displaystyle \langle 0,2,2,2\rangle }) конечным числом тождеств.
Пример алгебры Гейтинга — единичный отрезок {\displaystyle [0,1]} с {\displaystyle \lor =\max } и {\displaystyle \land =\min } и относительным псевдодополнением, определяемым следующим образом: {\displaystyle a\rightarrow b=1}, если {\displaystyle a\leqslant b} и {\displaystyle a\rightarrow b=b} в ином случае. Другой важный пример — семейство подмножеств заданного множества {\displaystyle M}, упорядоченное по включению, оно образует полную алгебру Гейтинга; всякая её подалгебра будет топологией на {\displaystyle M}, кроме того, всякая топология на {\displaystyle M} образует полную алгебру Гейтинга, в связи с этим полные алгебры Гейтинга играют ключевую роль в бесточечной топологии.
Внутренняя логика элементарного топоса основана на гейтинговой алгебре подобъектов терминального объекта {\displaystyle 1}, упорядоченных по включению (или, эквивалентно, алгебре морфизмов из {\displaystyle 1} в классификатор подобъектов).

## Свойства
В алгебрах Гейтинга выполняется свойство бесконечной дистрибутивности:
{\displaystyle a\land \bigvee B=\bigvee \{a\land b\mid b\in B\}},
где {\displaystyle B} — подмножество носителя алгебры, имеющее верхнюю грань. Если дистрибутивная решётка полна (то есть верхняя грань {\displaystyle B} существует), то из выполнения свойства бесконечной дистрибутивности следует, что она является алгеброй Гейтинга. Каждая конечная дистрибутивная решётка полна, таким образом, является алгеброй Гейтинга.
Если в алгебре Гейтинга верхняя грань {\displaystyle \bigvee A} существует, то выполняется тождество:
{\displaystyle \neg \bigvee A=\bigwedge \neg A}.
Также имеет место соотношение:
{\displaystyle \neg \bigwedge A\leqslant \bigwedge \neg A}
при условии, что соответствующие грани существуют.
В алгебрах Гейтинга действует закон тройного отрицания: {\displaystyle \neg \neg \neg a=\neg a}.
Элемент, для которого снимается двойное отрицание ({\displaystyle \neg \neg a=a}) называется регулярным; соответственно, алгебра Гейтинга, все элементы которой регулярны — булева.
В гейтинговых алгебрах имеет место один закон де Моргана:
{\displaystyle \neg (a\lor b)=\neg a\land \neg b},
вместо второго закона де Моргана выполняется более слабое соотношение:
{\displaystyle \neg (a\land b)=\neg \neg (\neg a\lor \neg b)}.
Алгебра Гейтинга, в которой выполняются оба закона де Моргана, моделирует логику Янкова — логику из класса промежуточных логик.
Подрешётка {\displaystyle H_{g}} алгебры Гейтинга {\displaystyle H}, образованная всеми элементами, предшествующими {\displaystyle g} ({\displaystyle H_{g}=\{a\mid a\leqslant g\}}) является алгеброй Гейтинга с абсолютным псведодополнением {\displaystyle \neg _{g}a=g\land \neg a} и относительным псевдодополнением {\displaystyle a\rightarrow _{g}b=g\land (a\rightarrow b)}; {\displaystyle a\mapsto g\land a} является гомоморфизмом из {\displaystyle H\rightarrow H_{g}}, сохраняющим верхние и нижние грани (в том числе для бесконечных подмножеств).
Для всякой гейтинговой алгебры {\displaystyle H} существует изоморфная ей полная алгебра Гейтинга {\displaystyle H^{\star }}.